# Chiến tranh Yemen lần thứ nhất
Chiến tranh Yemen lần thứ nhất là một cuộc xung đột quân sự ngắn giữa Cộng hòa Ả Rập Yemen (YAR; Bắc Yemen) và Cộng hòa Dân chủ Nhân dân Yemen (PDRY; Nam Yemen), diễn ra từ ngày 26 tháng 9 đến ngày 19 tháng 10 năm 1972.

## Bối cảnh
Phiến quân Liên đoàn Nam Ả Rập (South Arabian League, SAL) từ Ả Rập Xê Út tấn công các vị trí ở miền đông Nam Yemen vào ngày 20 tháng 2 năm 1972. Quân nổi dậy bị quân chính phủ Nam Yemen đánh bại vào ngày 24 tháng 2 năm 1972, với khoảng 175 phiến quân bị tiêu diệt trong cuộc xung đột. Thủ tướng Ali Nasir Muhammad sống sót sau vụ ám sát của phiến quân SAL vào ngày 22 tháng 5 năm 1972. Sau đó, sáu người bị kết án tử hình vì âm mưu lật đổ chính phủ vào ngày 9 tháng 7 năm 1972. Ả Rập Xê Út tiếp tục phản đối Nam Yemen và hỗ trợ quân đội Bắc Yemen trong cuộc chiến sắp tới.

## Diễn biến
Bắc Yemen phát động cuộc chiến vào ngày 26 tháng 9 năm 1972, đúng 10 năm sau ngày khởi đầu Nội chiến Bắc Yemen. Một lực lượng bao gồm các thành viên của các nhóm chính trị khác nhau và các bộ lạc lưu vong ở Nam Yemen, được trang bị xe bọc thép Alvis Saladin do Libya cung cấp và pháo binh do quân đội Bắc Yemen tài trợ, đã tràn vào khu vực Qatabah của Nam Yemen. Ở chiều ngược lại, Nam Yemen triển khai một số tiểu đoàn đến khu vực biên giới với Bắc Yemen. Lực lượng không quân Nam Yemen (PDRYAF) cũng tiến hành ném bom các khu vực bị xâm chiếm và các vị trí quân sự của miền Bắc. Trong một phi vụ vào ngày 30 tháng 9, một máy bay chiến đấu MiG-17 của PDRYAF bị bắn hạ và phi công thiệt mạng. Cuối cùng, các cuộc phản công của Nam Yemen, dưới sự hỗ trợ của các cuộc không kích, đã khiến quân miền Bắc chết hơn 200 người và thu hồi toàn bộ lãnh thổ bị chiếm. Nhìn chung, trong thời gian ngắn chiến tranh, quân đội miền Nam đã thể hiện được khả năng triển khai các hoạt động được lên kế hoạch tốt. Hệ thống hậu cần khá đầy đủ và các hoạt động của lực lượng không quân trong các nhiệm vụ tấn công mặt đất và tiếp tế được coi là hiệu quả. Trong cuộc chiến tranh, Bắc Yemen được Ả Rập Xê Út, Jordan, Ai Cập, Iran, Vương quốc Liên hiệp Anh và Bắc Ireland và Hoa Kỳ hỗ trợ, trong khi Nam Yemen được Liên Xô, Tiệp Khắc, Iraq, Libya và Cuba hỗ trợ.

## Kết cục

### Thỏa thuận Cairo 1972
Chiến tranh kéo dài 23 ngày, và kết thúc vào ngày 19 tháng 10 theo một lệnh ngừng bắn. Tiếp theo là Thỏa thuận Cairo ngày 28 tháng 10, đưa ra kế hoạch thống nhất hai miền bằng một nhà nước "cộng hòa, dân tộc và dân chủ", dựa trên các cuộc bầu cử "tự do và trực tiếp".

### Hành động thù địch vào cuối thập niên 1970
Nam Yemen đã xúi giục và hậu thuẫn cho Mặt trận Dân chủ Quốc gia (NDF), một phong trào đối lập hoạt động rộng ở miền Bắc, vào cuối thập niên 1970.